# Messier 105
Messier 105 (také M105 nebo NGC 3379) je eliptická galaxie v souhvězdí Lva. Objevil ji Pierre Méchain 24. března 1781. Od Země je vzdálená okolo 36,6 milionů světelných let
a patří do Skupiny galaxií M 96, která leží přímo uprostřed souhvězdí Lva.

## Pozorování

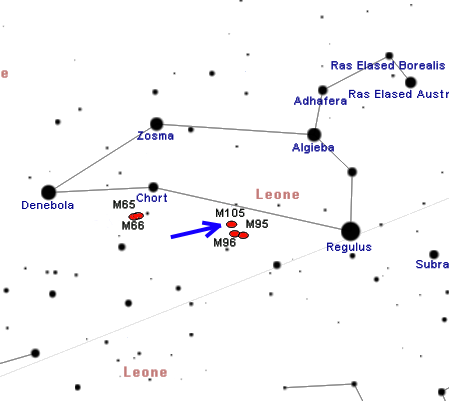
Poloha M 105 v souhvězdí Lva

M105 a její blízké galaxie leží v oblasti oblohy bez výrazných hvězd, takže k jejímu nalezení je potřeba v polovině spojnice hvězd Regulus (α Leo) a Chertan (θ Leo) najít hvězdu 6. magnitudy 52 Leonis a od ní se posunout 1,5° jižním směrem. Galaxie je na hranici viditelnosti triedrem 10x50, takže k jejímu spatření je většinou zapotřebí použít dalekohled o průměru alespoň 80 mm, který ji ukáže jako světlou skvrnku. V dalekohledu o průměru 140 mm jsou spolu s ní vidět i další dvě sousední galaxie NGC 3384 a NGC 3389, které dohromady tvoří pravoúhlý trojúhelník, v jehož vrcholu s pravým úhlem leží NGC 3384. Jádro M105 je velmi jasné a obklopuje ho halo, které směrem k okraji slábne a splývá s okolím.
Galaxii je možné snadno pozorovat z obou zemských polokoulí, protože má pouze mírnou severní deklinaci. Přesto je na severní polokouli lépe pozorovatelná a během jarních nocí tam vychází vysoko na oblohu, zatímco na jižní polokouli v oblastech více vzdálených od rovníku zůstává poněkud níže nad obzorem. Přesto je tedy viditelná ze všech obydlených oblastí Země. Nejvhodnější období pro její pozorování na večerní obloze je od února do srpna.
Blízko M105 je možné najít dvě výše zmíněné galaxie: 7′ severovýchodně je to NGC 3384 a 7′ jihovýchodně od ní trochu slabší NGC 3389. 50′ jižně od M105 pak leží další jasná galaxie M96 a 40′ západně od ní M95.

## Historie pozorování
M105 objevil Pierre Méchain 24. března 1781, tři dny po jím objevených galaxiích M95 a M96.
M105 nepřidal do Messierova katalogu Charles Messier, ale dodatečně až v roce 1947 Helen Sawyerová Hoggová spolu s objekty Messier 106 a Messier 107. Hoggová tak učinila na základě Méchainova dopisu, ve kterém tyto svoje objevy popisuje. Heinrich Louis d'Arrest zkoumal M105 pomocí dalekohledu o průměru 280 mm a poznamenal, že její jádro je velmi výrazné a podobá se hvězdě desáté magnitudy.

## Vlastnosti

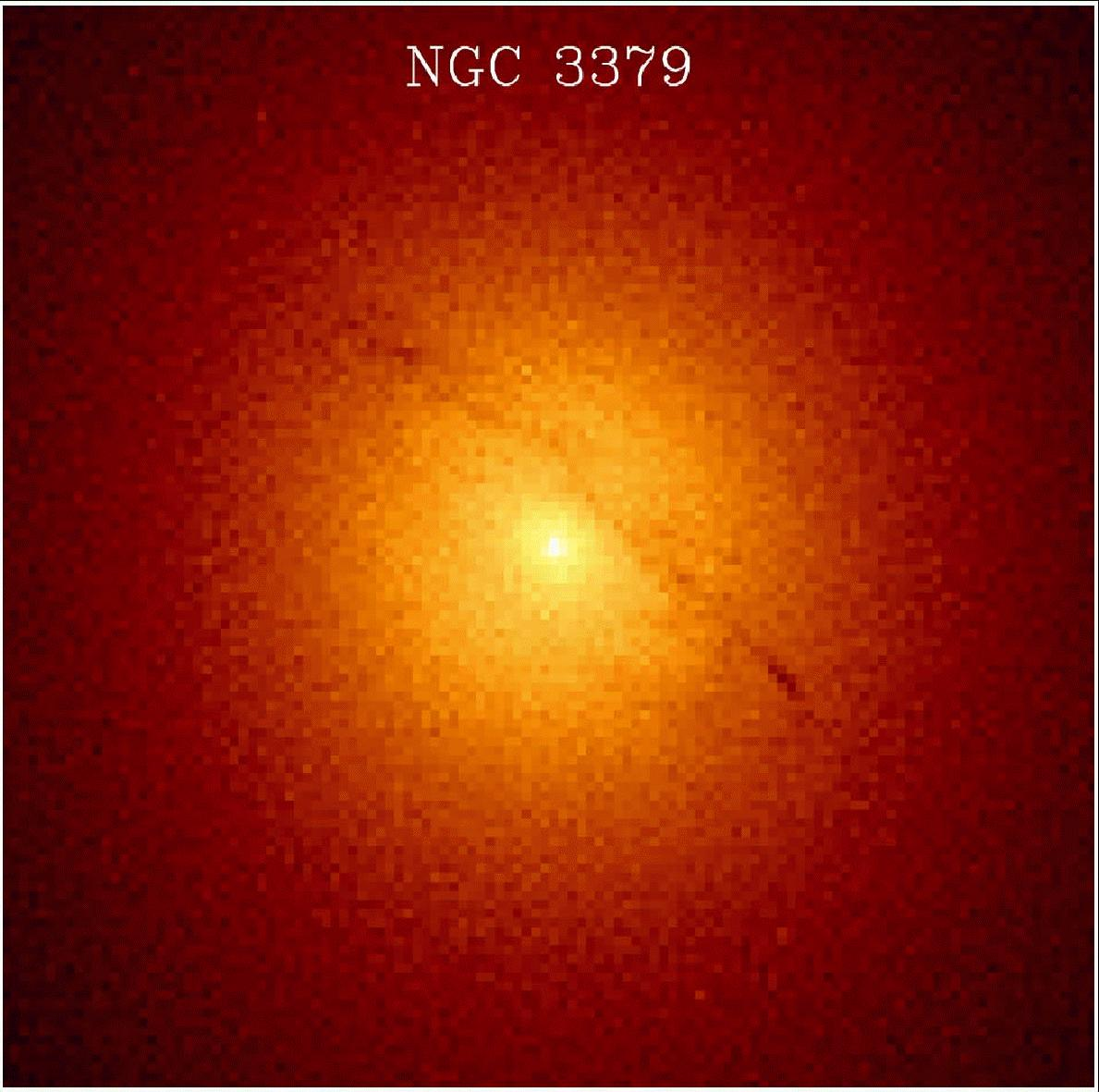
Jádro galaxie M105 na snímku z Hubbleova vesmírného dalekohledu

M105 je po M96 druhou nejjasnější galaxií ve Skupině galaxií M 96 a zároveň nejjasnější eliptickou galaxií v této skupině. Její vzdálenost od Země se odhaduje na 36,6 milionů světelných let. Je dokonalým příkladem eliptické galaxie, protože má velice sourodé složení a také svítivost. V jejím jádru se nachází obří černá díra o hmotnosti mezi 1,4×108 a 2×108 hmotností Slunce.

## Skupina galaxií M 96
M105 patří do Skupiny galaxií M 96, což je skupina galaxií v souhvězdí Lva, do které patří také sousední galaxie M95 a M96.
Východním směrem velmi blízko M105 jsou vidět dvě galaxie, NGC 3384 a NGC 3389. Eliptická galaxie NGC 3384 je také členem Skupiny galaxií M 96, ale spirální galaxie NGC 3389 pravděpodobně leží v mnohem větší vzdálenosti, což napovídá i její velká radiální rychlost o hodnotě 1 138 km/s, která se výrazně liší od radiální rychlosti 752 km/s v případě M105.

### Knihy
- O'MEARA, Stephen James. Deep Sky Companions: The Messier Objects. New York: Cambridge University Press, 1998. Dostupné online. ISBN 0-521-55332-6. (anglicky)

### Mapy hvězdné oblohy
- Toshimi Taki. Taki's 8.5 Magnitude Star Atlas [online]. 2005 [cit. 2018-03-16]. Dostupné v archivu pořízeném dne 2018-11-05. (anglicky) - Atlas hvězdné oblohy volně stažitelný ve formátu PDF.
- TIRION; RAPPAPORT; LOVI. Uranometria 2000.0 - Volume I - The Northern Hemisphere to -6°. Richmond, Virginia, USA: Willmann-Bell, inc., 1987. Dostupné online. ISBN 0-943396-14-X.
- TIRION; SINNOTT. Sky Atlas 2000.0. 2. vyd. Cambridge, USA: Cambridge University Press, 1998. ISBN 0-933346-90-5.
- TIRION. The Cambridge Star Atlas 2000.0. 3. vyd. Cambridge, USA: Cambridge University Press, 2001. Dostupné online. ISBN 0-521-80084-6.